# Sinophora mitakeana
Sinophora mitakeana är en insektsart som beskrevs av Matsumura 1942. Sinophora mitakeana ingår i släktet Sinophora och familjen spottstritar. Inga underarter finns listade i Catalogue of Life.